# Splendrillia clydonia
Splendrillia clydonia é uma espécie de gastrópode do gênero Splendrillia, pertencente a família Drilliidae.